# Pholcus jixianensis
Pholcus jixianensis is een spinnensoort uit de familie trilspinnen (Pholcidae). De soort komt voor in China.